# یاوورنیک (ناحیه بنشوف)
یاوورنیک (به چکی: Javorník) یک منطقهٔ مسکونی در جمهوری چک است که در ناحیه بنشوو واقع شده‌است.